# Ablaj-chán
Ablaj-chán, či též Ablaj Ajchodži, kazašsky Абылай хан (1711 – 23. květen 1781) byl kazašský panovník, chán tzv. Střední hordy. Byl synem Valí-chána a stal se nejmocnějším vládcem Střední hordy vůbec.
Vládl v době, kdy Kirgiz-Kajsakové (Kazaši) byli ohroženi Džungary, volžskými Kalmyky, jajickými kozáky a Baškiry. Díky úspěchům v bojích s nimi získal přezdívku batyr (hrdina) či moudrý. Roku 1745 definitivně dobyl Džungarii. Nakonec však musel čelit silnějšímu nepříteli – v letech 1756, 1758 a 1760 vytáhli proti středoasijským chanátům Číňané a Ablajovi nezbylo, než se poddat čínskému císaři. Díky udržování spojenectví s Ruskem si přesto zachoval samostatnost až do své smrti v roce 1781. Ottův slovník naučný jeho panování hodnotil takto: „Vláda Ablajova byla nejskvělejší dobou dějin kirgizských a jest opěvána dosud v písních a epických skládáních Kirgiz-Kajsakův.“
Vedl několik tažení proti Kokandskému chanátu a proti Kyrgyzům. Při posledním osvobodil mnoho měst v jižním Kazachstánu a dokonce obsadil Taškent. Poté pokračoval v tažení do dnešního Kyrgyzstánu a v zuřivé bitvě porazil místní válečníky. Zemřel v Taškentu v roce 1781 a po smrti byl pohřben v mauzoleu Chodži Ahmeda Jásavího v Turkestánu.
V Almaty je dnes po něm pojmenována univerzita založená roku 1941 (Абылай хан атындағы Қазақ Халықаралық Қатынастар және Әлем Тілдері Университеті).
Roku 2005 byl o jeho životě natočen výpravný kazašský film Nomád (Көшпенділер), jedním z producentů byl Miloš Forman a spolurežisérem Ivan Passer.